# Scylaticus pardalotus
Scylaticus pardalotus là một loài ruồi trong họ Asilidae. Scylaticus pardalotus được Londt miêu tả năm 1992. Loài này phân bố ở vùng nhiệt đới châu Phi.